# Wuhan CTF Finance Center
El Wuhan CTF Finance Center (en chino simplificado: 武汉周大福金融中心 y en pinyin: Wǔhàn Zhōu Dàfú Jīnróng Zhōngxīn) es un rascacielos coronado construido originalmente para el distrito empresarial de Wuhan, Hubei, China, pero cuyo concepto original nunca se completó. La torre fue planeada para convertirse en el edificio más alto de China con 648 metros de altura cuando su construcción finalizara en 2026, sin embargo, tras un rediseño su altura fue posteriormente reducida a 475 metros.
El rascacielos albergará espacios para oficinas, cuatro bloques residenciales, un espacio para comercio minorista de tres plantas, aparcamiento de sótano y otro espacio para comercio minorista de cinco plantas.
La construcción arrancó en el año 2019 y se prevé que finalice en 2026, para ser una torre de 84 pisos con una superficie de 650.929 m².